# Economía social de mercado
La economía social de mercado (ESM), también conocido como capitalismo social o capitalismo del Rin es un modelo socioeconómico que combina un sistema económico capitalista de libre mercado junto con políticas sociales y suficiente regulación para establecer tanto una competencia justa dentro del mercado como un estado de bienestar en general.
Originariamente fue un eslogan de elecciones, pero fue iniciada por Ludwig Erhard, quien estaba presente durante los pre-trabajos teóricos, y tuvo mayor impacto en la política económica y social de la República joven. La expresión se basa en Alfred Müller-Armack, quien combinó en este modelo ejemplo elementos del liberalismo alemán (en especial el ordoliberalismo, liberalismo sociológico) y la visión social cristiana. Algunos autores lo llamaron «el tercer camino» entre capitalismo y socialismo, otros autores se distanciaron explícitamente del así llamado «tercer camino». 
La expresión economía social de mercado se ha convertido en la expresión para la programación económica de la República Federal de Alemania y de Austria, y se ha mostrado que es de multi entendimiento y larga duración. La expresión se hizo la idea directiva de la política gubernamental entre 1949-1966 y 1982-1998, aún sin un respaldo 100 % en la definición del orden económico y político de los elementos claves de Erhard. La economía social de mercado fue nombrada como la programación económica para la política monetaria, económica, y social entre la República Federal de Alemania y la República Democrática Alemana en el contrato bilateral en 1990.

## El término

### Origen del término
El primero en usar esta combinación de palabras fue Alfred Müller-Armack, en su libro editado en 1947 “Liderazgo de Economía y Economía de Mercado”. Müller-Armack, presentó el esquema teórico de una “tercera forma”, aparte de la economía de mercado liberal y la economía planificada. Él escogió esa expresión como la idea de un futuro orden económico de la Alemania destruida por la Segunda Guerra Mundial, donde el mercado fuera la columna vertebral de una economía de mercado dirigida por criterios sociales. El intento de combinar el principio de la libertad en el mercado con esta compensación social le llamaba “Fórmula Irena” en alusión a la diosa griega “Eirene”, quien era la hija de Zeus vinculada a la paz. Pero funcionalmente, la ESM concibe a la paz social como un producto logrado a través de la trascendencia de distintas ópticas sectoriales, donde la equidad institucional esté garantizada a priori para los ciudadanos. Para Ludwig Erhard la expresión era una redundancia, ya que para él “el mercado en sí” era social y no necesitaba hacerse social. De todos modos Erhard usó el efecto persuasivo de esta etiqueta de un orden de economía de mercado, en un entorno político controvertido posterior a la Segunda Guerra Mundial.

### La expansión
Al principio la expresión casi no se usaba, con la obvia excepción de aquellos grupos políticos de tendencia liberal y pertenecientes al FDP (partido liberal-demócrata), que negaban el carácter "antisocial" de la Economía de Mercado, en el que militó el mismo Ludwig Erhard, influido por la doctrina de la Escuela de Friburgo, del ordoliberalismo y uno de los padres del modelo de la Economía Social de Mercado. Era necesario para Alemania volver a perfilar un modelo económico liberal para su crecimiento, pero sin caer en los errores que llevaron a Alemania a la decadencia que terminaría desembocando en la Segunda Guerra Mundial, sin embargo los planteamientos de la Escuela de Friburgo eran poco conocidos entre académicos y electores. A partir del año 1949 la expresión fue conocida por un público más amplio gracias al programa electoral de la CDU (partido democristiano) para las primeras elecciones al Bundestag; los llamados axiomas de Düsseldorf, donde se presentó como la denominación de la economía política de Ludwig Erhard. El nuevo tópico de la economía social de mercado, que fue posicionado en oposición a la economía planificada antisocial, fue muy discutido al principio. Los grupos socialdemócratas, sindicatos y grupos de empleados de la CDU criticaron la expresión catalogándola como una combinación eufemística de palabras y como tópico propagandista. Los grupos empresariales y a favor de la economía liberal, temían que con el atributo social se despertaran esperanzas que estuvieran en contra del progreso económico,o de la competitividad internacional alemana. La crítica variada de la expresión no pudo detener su éxito, con ella se formularon y ganaron campañas electorales, sobre todo en los años 50.

### La absorción por parte del SPD y su aceptación amplia
El SPD (partido socialdemócrata) en un principio trató de evitar el uso de este tópico y de establecer un tópico en concordancia con el Socialismo democrático. En el programa de Godesberg de 1959 del partido socialdemócrata se adoptaron más y más elementos del concepto de economía social de mercado.
Desde los años 90 el SPD también usa el tópico en sus publicaciones programáticas. Desde ese entonces, con la expresión economía social de mercado se da una referencia positiva.

### Espectro de significados
El uso constante del término economía social de mercado no significa que todos estén de acuerdo en lo que significa. El espectro de los significados va desde el concepto de política de orden cerrado, pasando por el carácter dinámico y abierto de una fórmula de compromiso, bajo el cual se pueden subsumir diferentes énfasis, hasta una concepción como fórmula vacía y sin significado propio.
Así, muchas partes de las ciencias económicas inspiradas en los ordoliberales, están convencidas de que la economía social de mercado tenía un significado explícito, pero que hoy en día se ha convertido en una fórmula vacía, propagan esto "recordando las raíces de los principios básicos".
Muchas veces también se opina, por ejemplo Knut Borchard o Roland Sturm, que la economía social de mercado no se puede reducir a un significado verdadero. Más bien se debe ver como el resultado de un proceso dinámico que siempre se sigue desarrollando. A causa de la pluralidad de sus orígenes - la concepción básica de Müller-Armack en liderazgo de economía y economía de mercado, la visión de Erhard y de la CDU en los axiomas de Düsseldorf - un razonamiento del origen quizá no sea posible. Según ellos, la expresión economía social de mercado no solo fue en su forma presente, sino también según su interpretación originaria, una expresión política. Esta expresión política se ha podido interpretar según diferentes perspectivas.
Según Hans-Hermann Hartowich el entendimiento de la economía social de mercado en el discurso político se dio por una discusión que mezcló el concepto cerrado de la ‘economía social de mercado’ con la visión popular, sin concepción obligatoria, de una ‘economía de mercado social’. Heinz Grossekettler indica que la expresión economía social de mercado se entiende muchas veces como economía de mercado con componentes fuertes de redistribución. Esto es algo que los fundadores teóricos no tenían pensado.

### Expresión para el orden económico de la República Federal de Alemania
Desde los años 50 la expresión ‘economía social de mercado’ se ha establecido como sinónimo del orden económico de la República Federal de Alemania. En la práctica, la política económica de los diferentes gobiernos alemanes de todos modos se orienta en diferentes metas políticas. La expresión economía social de mercado no es una expresión suficientemente diferenciada para muchos autores. Sobre todo para diferenciar a la economía social de mercado del orden económico anglosajón “economía de mercado corporativa” y “economía de mercado coordinada”. En el año 1991, Michel Albert introdujo la expresión “Rheinischer Kapitalismus” o capitalismo del Rin.

## Características

### Aspectos básicos de la teoría
El concepto de la economía social de mercado según Alfred Müller-Armack y Ludwig Erhard se basaba sobre todo en una idea que ya se había elaborado con énfasis variados por diferentes científicos en los años 30 y 40 y se englobaba bajo la expresión ordoliberalismo. En este sentido, para Alemania, la llamada escuela de Friburgo (Freiburger Schule) tenía una posición especial. Como ‘padres fundadores’ de la economía social de mercado aparte de Erhard y Müller-Armack valen Walter Eucken, Franz Böhm, Alexander Rüstow y Wilhelm Röpke. Todos los ‘padres fundadores’ estaban de acuerdo que la economía de mercado es social en sí, porque dirige la producción según los deseos de consumidor, reparte el producto social según la capacidad económica del individuo e incrementa la productividad, por lo que posibilita incrementar los salarios reales.
A Walter Eucken se le considera el pensador primario de la economía social de mercado. Ya en el año 1942, Eucken exigía un cambio total del orden económico. En su propuesta él rechazaba una economía totalmente liberal, al igual que al llamado Estado vigilante nocturno de una economía controlada.

“Es una gran tarea darle a esta economía industrializada un orden que funcione y que sea digno de las personas(…) funcionamiento y dignidad humana en este orden significa: se debería superar la escasez de productos lo más permanentemente posible, y al mismo tiempo debería ser posible una vida en responsabilidad propia”.
– Walter Eucken, Die Grundlagen der Nationalökonomie (S. 239-240), Springer-Verlag, 9. Unveränderte Auflage, ISBN 3-540-51292-6

Eucken estableció principios básicos de un orden de competencia, que garantice eficiencia y libertad por el efecto del proceso de competencia. Los principios constituyentes del orden de competencia son para Eucken un sistema de partidos que funcione, la primacía de la política monetaria, el libre acceso a los mercados, la propiedad privada de los medios de producción, la libertad contractual, el principio de adhesión y una política económica de largo plazo. Una política centrada en eso, debería tomar en cuenta la relación de los principios constituyentes en un orden de competencia igual que la interdependencia del orden económico con otras áreas de la vida.
Según Eucken existen áreas en las que los principios constituyentes del orden económico no son suficiente para garantizar la función del orden de competencia. Entre ellos menciona la política social, la eficiencia condicionada de posiciones de monopolios, la distribución de sueldos, los mercados laborales y problemáticas de medio ambiente. Las últimas cuatro áreas mencionadas coinciden con los principios regulatorios exclamados por Eucken. Las acciones necesarias para garantizar el desarrollo de los principios de regulación, no pueden efectuarse en una política de economía puntual, sino que tienen que estipularse en los lineamientos básicos de una constitución económica.
Eucken se dedicó ampliamente a interrogantes sociales. Para Eucken no existe un conflicto de intereses entre libertad en un lado y seguridad social y equidad social por el otro lado, ya que la libertad es la presuposición para la seguridad y la equidad. Una política social bien entendida está bien situada en una política de ordenamiento. Antes de que el Estado entre en acción, la política debería ofrecer la posibilidad al individuo para asegurarse a sí mismo su sustento. La eficiencia condicionada por posiciones de monopolios debería ser regulada por una oficina anti-cartel independiente. La distribución de sueldos generado por la competencia requiere corrección para hogares de sueldo bajo, por ejemplo, con una imposición de sueldos con un desarrollo progresivo de cuota. En los mercados laborales puede haber necesidad de regulación cuando los sueldos caen más abajo del mínimo vital, o en caso de desempleo. Estos problemas pudieran ser resueltos con una competencia óptima en la demanda y la oferta. 
De todos modos, los sueldos mínimos son recomendados bajo circunstancias especiales. Eucken exige el derrocamiento de las asociaciones de empresarios y de las asociaciones de asalariados, ya que estos limitan la competencia controlando el mercado laboral. Pero los sindicatos tienen una función importante, porque equilibran desigualdades en las posiciones de poder entre trabajadores y empresarios. En la política de medio ambiente considera necesaria la intervención del Estado para limitar los efectos negativos externos.
En la economía social de mercado desarrollada por Ludwig Erhard, los principios establecidos por Eucken fueron aplicados. La tarea más importante en término económicos fue impedir concentraciones económicas de poder en forma de monopolios, carteles y otros dominios del mercado así como un poder monopólico del Estado.

### Carácter de configuración general
La economía social de mercado se basa en los elementos de configuración de la economía de mercado libre. Al mismo tiempo una política de competencia estatal debe asegurar la competencia, y evitar la concentración de poder privado (monopolios o carteles). El pensamiento básico es que la economía de mercado solo puede desarrollar sus funciones de incremento de prosperidad y coordinación cuando está intercalada con una política de orden estatal estrictamente apegada a la competencia.
Los elementos de configuración son la libre formación de precios para bienes y servicios en el mercado, propiedad privada de los medios de producción y el estímulo de aspiración de ganancia. El Estado debe corregir y complementar los sucesos del mercado con intervenciones activas en la economía cuando es necesario para el interés del público (por ejemplo, política social, política de coyuntura o política del mercado laboral). Pero estas tienen que ser “conformes con el mercado”, eso significa que tienen que ser compatibles con el orden del mercado económico y no deben dificultar la interacción de demanda y oferta. La forma y el volumen de la intervención estatal no son determinadas en concreto y han sido parte de discusiones académicas y científicas. 

### Alfred Müller-Armack

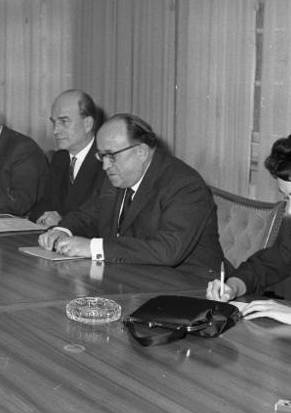
Alfred Müller-Armack (centro) 1961.

Müller-Armack veía la economía social de mercado como una tercera forma aparte de la economía de mercado liberal y la economía de planificación centralizada: “Nosotros hablamos de ‘economía social de mercado’ para distinguir esta tercera forma de política económica. Esto significa, que la economía de mercado nos parece necesaria como el esqueleto portador de un futuro orden de economía, sólo que éste no debe ser una economía de mercado liberal sin ningún control, sino una economía de mercado dirigida conscientemente por lo social”.
El sentido orientador de la economía social de mercado es “combinar el principio de la libertad con el principio de la compensación social en el mercado”. Él dejó sin respuesta la configuración en detalle de este modelo ejemplar, porque opinaba que el marco de condiciones puede cambiar y que el sistema económico puede adaptarse dinámicamente a esos cambios.
Müller-Armack apoyaba la “intervención social” del Estado mientras que estuviera “sometida al principio de conformidad con el mercado”, eso significa que solo pueden aplicarse políticas que “aseguran una razón social sin intervenir al dispositivo del mercado".
Según Ingo Pies, siguiendo las instrucciones de Müller-Armack, se puede decir con mucha claridad y en detalle lo que la política no debería hacer. En todo caso, con eso solo se pudiera asignar el principio de la intervención política, pero no la intensidad de su aplicación. Heiko Körner opina que Müller-Armack “no haya hecho exclamaciones concretas sobre principios y elementos de una ‘política social conforme con el mercado’”. Según Körner “cada persona interpretando este ‘modelo ejemplar abierto para interpretaciones’ pudiera dar importancia según sus intereses y preferencias políticas “en un área conflictiva de eficiencia económica en un lado y equidad social en el otro lado”. Friedrum Quaas ve como elemento continuo en “los trabajos de Müller-Armack le relación entre el elemento de libertad y el elemento social en una relación dialéctica que significa “una fórmula de integración para vincular contraposiciones".
El inicio de la ampliación del Estado social, iniciando en los años 60, es criticado por Müller-Armack y otros seguidores importantes de la economía social de mercado por ser una “sobrecarga de la política social”.
La siguiente tabla compara los conceptos del ordoliberalismo y la idea del modelo de economía social de mercado de Alfred Müller-Armack:
| Ordoliberalismo (Eucken)                                           | Economía social de mercado (Müller-Armack)                                                                                          |
| ------------------------------------------------------------------ | --- |
| Política de orden pura                                             | Política de orden y procesos |
| Política de economía cuantitativa                                  | También política económica cuantitativa                                                                                             |
| Concepto académico con fronteras teóricas claras                   | Aproximación más pragmática; limitación más suave; decisiones según sea el caso                                                     |
| Con solo mantener el orden se resuelven todos los problemas        | Existe la necesidad de intervención estatal para lograr equilibrio social o bien corrección de resultados de mercado                |
| Política económica “correcta” hace innecesaria una economía social | Diferentes áreas de política social y política económica. Oposición al intento de desligar la “libertad” de la “seguridad” (social) |
| Concepto estático                                                  | Desarrollo permanente y adaptación a nuevos retos                                                                                   |

### Ludwig Erhard

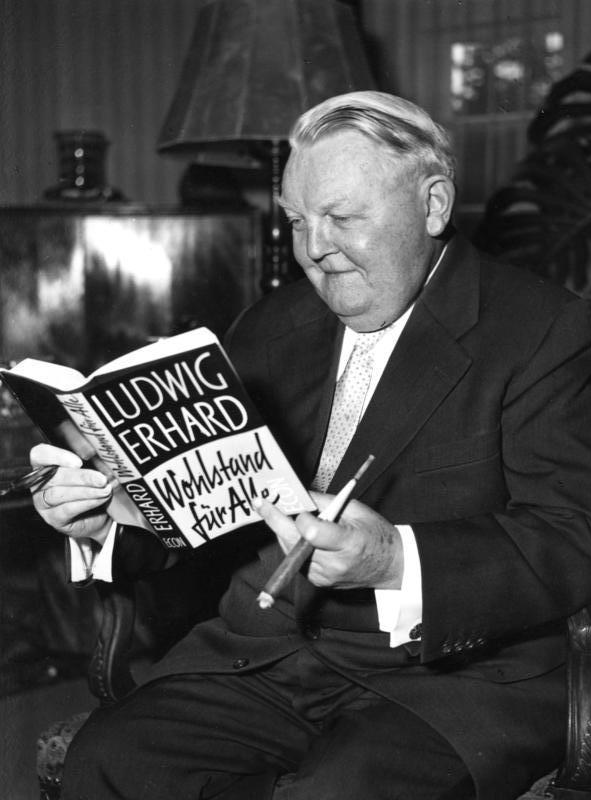
Ludwig Erhard 1957 con su libro Bienestar para todos.

Para Ludwig Erhard, a quien se le llamaba “el padre de la economía social de mercado", la expresión economía social de mercado era una redundancia. Ya que él consideraba al mercado social sin necesidad de hacerlo social. Erhard concretizó ese pensamiento todavía más diciendo:“entre más libre la economía, es más social”.
Según Erhard la economía social de mercado era social en sí porque “el ciudadano no es dependiente de asignaciones del Estado, de benevolencia de los partidos, de la tutela de organizaciones o de la conformidad desvelada de la comunidad del pueblo”. El resultado es que en una economía de mercado bien dirigida en términos de política, cuanto más bienestar existe disminuye la necesidad de política social clásica.
Para Erhard la conservación de una libre competencia es uno de los retos más importantes de un Estado basado en un orden de sociedad libre. También es importante conservar el valor de la moneda, sobre todo por un banco central independiente. Para Erhard la economía social de mercado no es posible sin una política consecuente de estabilidad de precios. Sólo esa política garantiza que una parte de la sociedad no se pueda enriquecer a costa de la otra.
Para garantizar el uso eficiente de capital productivo tiene que haber el derecho a la propiedad privada igual que la responsabilidad jurídica propia. Los poseedores de capital productivo no solo deberían poder hacer ganancias, sino también tener plena responsabilidad jurídica propia sobre las malas decisiones económicas propias.
En el tiempo que los sindicatos todavía exigían un “nuevo orden” de la economía (programa básico de Múnich del año 1949) con el elemento principal de cogestión económica, Erhard declaró, que se tenía que hacer una diferencia clara entre: colaboración como elemento de la economía de mercado libre, y cogestión como parte de la economía planificada.
En su periodo de gobierno como Ministro de Economía también se produjeron decisiones como la cogestión empresarial (Ley de cogestión Montan de 1951) y la Reforma de la Pensión y de financiamiento de gastos comunes (1957) que solo las pudo considerar con objeción. 
En el año 1974, con el apogeo del estado de bienestar, Ludwig Erhard declaró que la época de la economía social de mercado ya hacía mucho había terminado, y que la política actual la veía muy lejos de la libertad y la responsabilidad personal.

### Críticas a la economía social de mercado
Hans-Rudolf Peters critica que “el ´concepto´ de la economía social de mercado por su falta de contornos y extensibilidad en preguntas sociales invita para el abuso de la política social en el oportunismo de elecciones y la captura de voto, y con ese proceso puede causar una socialización lenta que a último plazo destruye la base de la economía de mercado”. Si Ludwig Erhard se hubiera dado cuenta temprano y claramente “del peligro de un estado social desbordado”; se habría abstenido del eslogan político popular ‘Economía Social de Mercado’ y seguramente habría “creado más claridad” para su política de orden.
Heinz Grossekettler indica que la expresión economía social de mercado se entiende muchas veces como economía de mercado con componentes fuertes de redistribución. Esto es algo que los fundadores teóricos no tenían pensado.
Ralf Ptak opina que los ataques hacia Müller-Armack son resultado de una crítica con perspectiva neoliberal dirigida a la economía social de mercado. Por un lado, el periodo de crecimiento económico excepcional en la fase de postguerra se atribuye a una política económica de mercado, que al mismo tiempo se interpreta como idéntica a los principios políticos del nuevo orden liberal. Por el otro lado, se condena como el inicio del descenso económico el desarrollo fáctico de la República Federal de Alemania hacia un estado social benefactor, que implementó una política de orden inconsecuente y enfocada en un compromiso de una economía más social que de mercado, resultando en un cambio de la política de orden a finales de los años 60. De hecho, la concepción de Müller-Armack de la economía social de mercado, igual que la política económica basada en ella, se ha movido entre los polos opuestos de los principios básicos ordoliberales y la política de estado social.
Según Friedhelm Hengsbach, el meollo del asunto es que el “punto de referencia de la concepción de mercadismo radical” de la economía social de mercado es “una construcción idealizada del mercado perfecto”. La fantasía de la mano invisible, que los precios son movidos según el aparato de indicadores, que la decisión racional es de consumidores soberanos, que los mercados están bajo la influencia del proceso de descubrimiento de la competencia y liberadas de poder, alegran al lector, pero también prueban que la concepción del modelo de economía social de mercado no se basa en una investigación práctica, sino más bien en una derivación de premisas flexibles y, por lo tanto, son solo un constructo teórico. Esto, hace casi imposible que la expresión economía social de mercado deje de ser una simple “fórmula de combate político”. Hengsbach indica que las iniciativas políticas de una “nueva economía social de mercado”, sólo sacan pedacitos de la concepción históricamente enriquecida y originaria para combatir al enemigo político cada vez que se hace necesario.

## Fases de la economía social de mercado de la República Federal de Alemania

### 1949-1966: El Ordoliberalismo
Después de la Segunda Guerra Mundial los programas de partido de la SPD, que propagaba el “socialismo liberador”, igual que la CDU que propagaba el “social cristianismo”, estaban unidos en la convicción que una reconstrucción de Alemania solo podía realizarse con la nacionalización de industrias claves y por dirigencia central. Ludwig Erhard, quien era independiente a los partidos políticos, y en ese entonces Director del Consejo Económico de dos zonas (Alemania estaba dividida en 4 zonas después de la Segunda Guerra Mundial), inauguró este modelo. Junto con la reforma monetaria de los aliados, del 20 de junio de 1948, él lanzó la eliminación del control y congelamiento de los precios. Estos dos acontecimientos marcan el inicio de la economía social de mercado. 
Los años 50 estuvieron marcados por éxitos económicos: un crecimiento de la economía de un promedio de 8%, reducción del desempleo, estabilidad de precios, y un crecimiento del salario real de los trabajadores alrededor de 80% en los primeros diez años de la República Federal. El mensaje de Erhard “bienestar para todos” (que también utilizó como título de su libro) parecía previsible. Pero la famosa expresión “milagro económico alemán” fue rechazada por Erhard, él no pensaba que el bienestar económico era un milagro sino “la consecuencia del esfuerzo honesto de todo un pueblo según los principios de libertad, cuando le han sido otorgadas las posibilidades de usar su iniciativa humana y su energía humana”.
Los puntos más importantes de la primera fase de la economía social de mercado ordoliberal (1948 – 1966) son la Decisión de la Autonomía de Tarifa (1949), el Acuerdo de la Colaboración y Cogestión de Trabajadores por la Ley de Régimen Empresarial (1952) la Ley del Banco Central de 1957, que ponía la meta de estabilidad de precios al banco central alemán, y la Ley Contra la Limitación de Competencia de 1958.
La concepción para la reorganización de la economía con su elemento principal de cogestión económica y la concepción ordoliberal de la economía social de mercado estaban en posiciones contrarias en la primera década de la República Federal.

### 1967-1982: Conducción global
Después de la fase del ordoliberalismo empezó la fase de intervencionismo, en el sentido de una conducción global keynesiana, igual que una transformación de la economía social de mercado en un estado de bienestar.
La Ley de Estabilidad y Crecimiento del año 1967 tenía una importancia tan grande que el ministro de Economía de esa época, Karl Schiller, la llamaba “Ley Básica de Política Procesal” que complementaba la “Ley Básica de Política de Orden” (Ley de Carteles). Con la combinación de política de orden y de proceso él aspiraba a una “simbiosis del imperativo de Friburgo y el mensaje keynesiano”.
De 1967 hasta el inicio de los 80, dominaban las visiones de socialismo liberal que se muestran en ejemplos como la política anticíclica fiscal, igual que las leyes de colaboración.

### 1983-1989: Política de orden y de la orientación de oferta
Como fases adicionales se cuentan el redescubrimiento de la política de orden (inicio de los años 1980 hasta 1990) igual que la fase de la unificación desde 1990.

### Desde 1990: La fase de la unificación
La expresión “economía de mercado social” aparece en el Contrato sobre la unión monetaria, económica, y social (contrato de Estado) del 18 de mayo de 1990, como el orden económico común de las dos partes contratantes. Es determinada en especial por la propiedad privada, la competencia de eficacia, creación de precios libre y libre circulación del trabajo, capital, servicios y bienes (artículo 1, párrafo 3).

## Economía social de mercado como meta de la Unión Europea
Para la Unión Europea (UE) la economía social de mercado también es la meta de la política económica. En el Artículo 3, Párrafo 3 del Tratado de la Unión Europea se habla en el contexto de mercado interior europeo, que la UE “Obrará en pro del desarrollo sostenible de Europa basado en un crecimiento económico equilibrado y en la estabilidad de los precios, en una economía social de mercado altamente competitiva, tendente al pleno empleo y al progreso social, en un nivel elevado de protección y mejora de la calidad del medio ambiente.” Esta formulación se usó primeramente en el 2004 en el Artículo I-3 Párrafo 3 del Tratado Constitutivo de la UE, después que este había fracasado se retomó en el Tratado de Lisboa que entró en vigencia en 2009. Aparte de esto, el sistema económico de la UE es mencionado varias veces como aquel que cumple “con el respeto al principio de una economía de mercado abierta y de libre competencia”, por ejemplo, en el artículo 119 del Tratado de Funcionamiento de la UE, la política económica y monetaria es obligada a ese principio. La expresión ya se había incorporado al Tratado de Maastricht 1992.
Una meta económica adicional aparte de la economía social de mercado es llamada en Artículo I-3 Párrafo 2 del Tratado Constitutivo de la UE, un “mercado interno con competencia libre y sin restricciones”. Esta formulación fue criticada en la discusión pública y fue visto sobre todo ante el referendo en Francia, donde el Tratado Constitutivo fue derrotado, como un resultado de un desarrollo muy liberal de la UE. De todos modos, la formulación en el Tratado Constitutivo igual que en el Tratado de Lisboa no significa un cambio en la política vigente de competencia de la UE; ya el Artículo 3 literal “F” del Tratado Constitutivo de la Comunidad Económica Europea de 1958 hablaba de “el establecimiento de un sistema, que protege la competencia en la comunidad de restricciones”. Ninguna de esas formulaciones se ve como una contradicción a la economía social de mercado.